# فرودگاه صحرایی میسن جویت
فرودگاه صحرایی میسن جویت (به انگلیسی: Mason Jewett Field) یک فرودگاه همگانی بهره‌برداری هوایی است که یک باند فرود آسفالت دارد و طول باند آن ۱۲۲۰ متر است. این فرودگاه در کشور ایالات متحده آمریکا قرار دارد و در ارتفاع ۲۸۰ متری از سطح دریا واقع شده‌است.

## نگارخانه

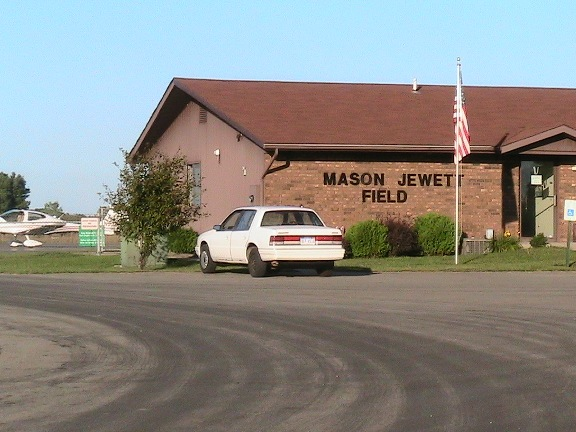
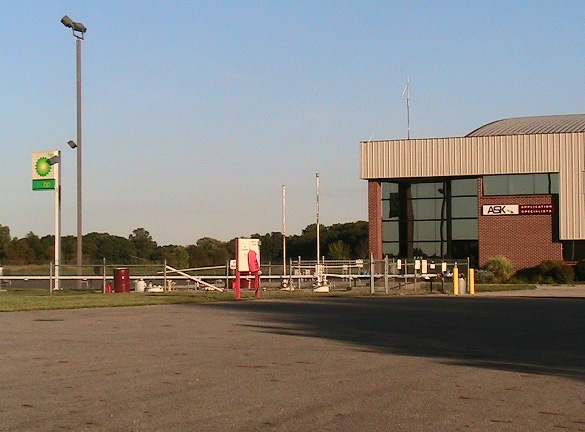
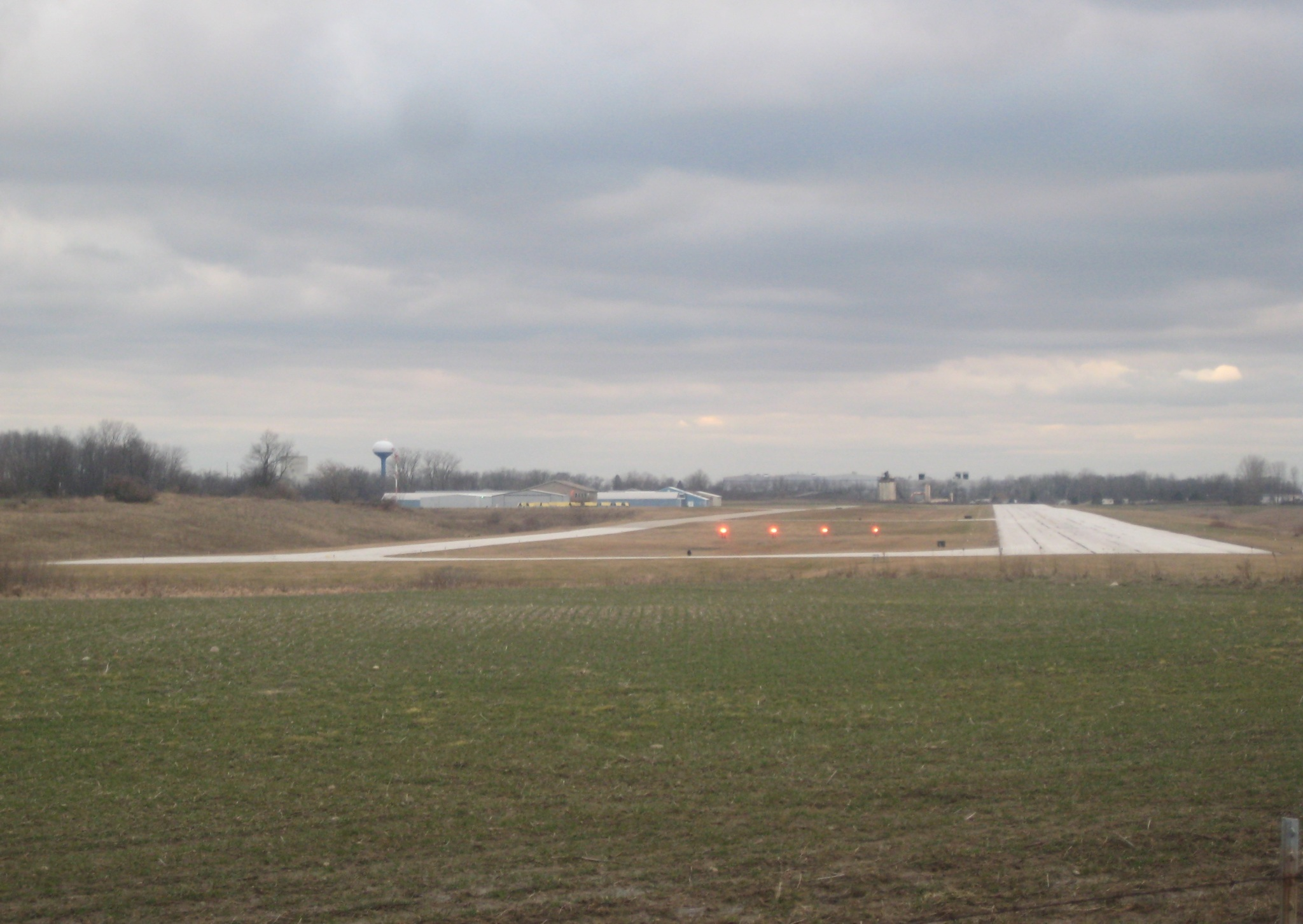
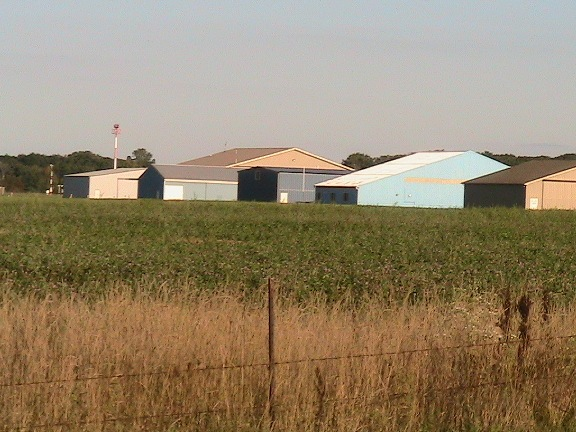
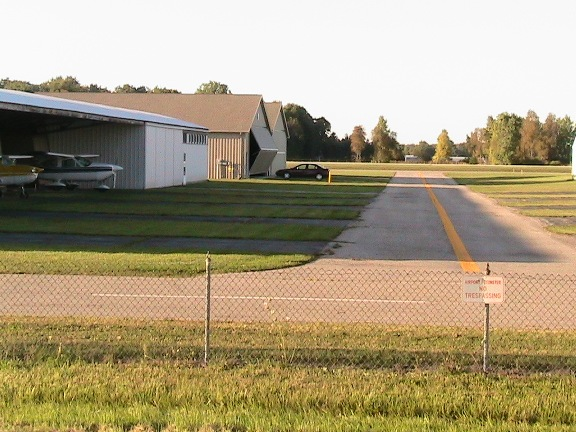
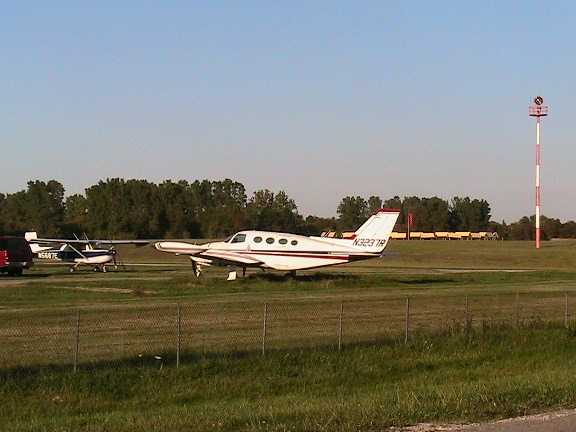
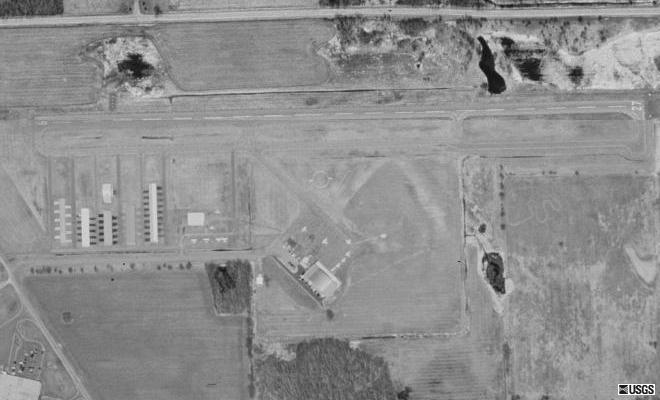
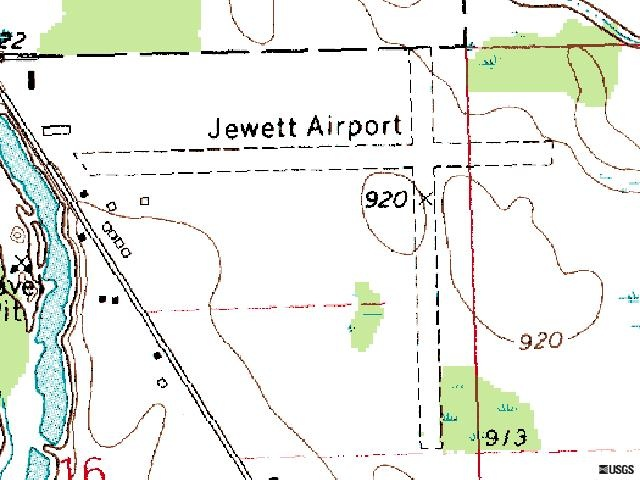